# (9694) Lycomède
Pour les articles homonymes, voir Lycomède.
(9694) Lycomède, désignation internationale (9694) Lycomedes, est un astéroïde troyen jovien.

## Description
(9694) Lycomède est un astéroïde troyen jovien, camp grec, c'est-à-dire situé au point de Lagrange L4 du système Soleil-Jupiter. Il présente une orbite caractérisée par un demi-grand axe de 5,115 UA, une excentricité de 0,034 et une inclinaison de 4,9° par rapport à l'écliptique.
Il est nommé en référence au personnage de la mythologie grecque Lycomède, roi de Skyros.

## Compléments